# Pachycerosia
Pachycerosia is een geslacht van vlinders van de familie spinneruilen (Erebidae), uit de onderfamilie Arctiinae.

## Soorten
- P. bipuncta Hampson, 1900
- P. bipunctulata van Eecke, 1927
- P. lutulenta Wileman & West, 1928